# Zoom Video Communications
Zoom Video Communications — американська комунікаційно-технологічна компанія зі штаб-квартирою в Сан-Хосе (Каліфорнія), яка надає послуги віддаленого конференц-зв'язку з використанням хмарних обчислень. Zoom пропонує комунікаційне програмне забезпечення, яке об'єднує відеоконференції, онлайн-зустрічі, чат і мобільну спільну роботу.

## Історія
Zoom була заснована у 2011 році провідним інженером Cisco Systems, а точніше підрозділу WebEx. Засновник Ерік Юань раніше був віцепрезидентом з розробки програмного забезпечення для спільної роботи в Cisco. Девід Берман з WebEx і Ring Central став президентом в листопаді 2015 року. Послуга була запущена в січні 2013 року і до травня 2013 року кількість користувачів досягла одного мільйона. Протягом першого року випуску Zoom встановив партнерські відносини з постачальниками програмного забезпечення для спільної роботи B2B. Партнерство з Redbooth (в той час відомий як Teambox) зіграло свою роль у додаванні відео компонента в Redbooth. Незабаром після цього партнерства Zoom створив програму під назвою «Працює з Zoom», яка встановила партнерські відносини з декількома постачальниками обладнання та програмного забезпечення, такими як Logitech, Vaddio, і InFocus. До кінця року Zoom вдалося інтегрувати своє програмне забезпечення в InterviewStream, компанію, яка надає можливість віддаленого відеоінтерв'ю для роботодавців. InterviewStream розширив можливості відеоінтерв'ю, використовуючи відеосервіси Zoom.
До 17 березня 2014 року Zoom додав учасникам можливість приєднуватися до зборів, набравши безоплатний номер комутованої телефонної мережі загального користування завдяки партнерству з Voxbone. Випуск версії 3.5 наприкінці року додав спільне використання мобільного екрана для мобільних пристроїв під управлінням iOS.
У червні 2014 року кількість учасників Zoom зросла до 10 мільйонів. станом на лютий 2015 року кількість учасників, що використовують головний продукт Zoom Video Communication — Zoom Meetings — сягнула 40 мільйонів осіб, на які підписалися 65 000 організацій. В додаток до цього компанія перевищила 1 мільярд хвилин загальних зборів протягом усього терміну роботи.
4 лютого 2015 року Zoom Video Communications отримала 30 мільйонів доларів на фінансування серії C. У цьому раунді фінансування беруть участь Emergence Capital, Horizons Ventures (Лі Ка-Шинг), Qualcomm Ventures, Джері Янг і доктор Патрік Сун-Шіонг. У тому ж році, 15 вересня, Zoom уклав партнерські відносини з Salesforce для інтеграції відеоконференцій в платформу CRM, дозволяючи продавцям ініціювати такі конференції зі своїми лідерами, не покидаючи програми. Незабаром після цієї інтеграції 3 листопада Девід Берман, колишній президент RingCentral, був призначений президентом Zoom Video Communications. Пітер Гасснер — засновник і генеральний директор Veeva Systems — приєднався до ради директорів Zoom в той же день.
У лютому 2016 року Zoom відкрив новий офіс в Денвері, штат Колорадо. За словами Юаня, генерального директора компанії, причиною цього було розширення використання «зростаючої технологічної міці» штату та його центрального розташування у США. Пізніше в тому ж році компанія додала Баска Айера — ІТ-директора VMware — в якості бізнес-консультанта.
На початку 2017 року компанія була оцінена в 1 млрд доларів.
У січні 2017 року Zoom офіційно вступив у клуб Unicorn і залучив $ 100 млн для фінансування серії D від Sequoia Capital за оцінкою в мільярд доларів. Оголошення було пов'язано з випуском Zoom 4.0.
24 квітня 2017 року Zoom оголосила про випуск першого масштабованого продукту для телеохорониздоров*я, що дозволяє лікарям приймати своїх пацієнтів за допомогою відео для консультації. Рішення під назвою Zoom for Telehealth інтегрується з іншими програмами охорони здоров'я в інфраструктурі лікарень і надає «віртуальну кімнату очікування» для пацієнтів. Це також дозволяє підписаними угодами з діловими партнерами підтримувати відповідність HIPAA для усиновлювачів.
У травні 2017 року Zoom оголосила про партнерство з Polycom новим продуктом під назвою Zoom Connector для Polycom. Zoom Connector для Polycom інтегрував відеоконференції Zoom системи конференц-зв'язку Polycom, надаючи такі функції, як зустрічі на кількох екранах і пристроях, спільне використання екрана HD і бездротової мережі, а також інтеграцію календаря з Outlook, Google Calendar і iCal.
У березні 2019 року Zoom подала заявку на публічне розміщення на NASDAQ а 18 квітня 2019 року компанія стала публічною, її акції виросли більш ніж на 72 %, а первинне публічне розміщення акцій склало 36 доларів. До кінця IPO компанія була оцінена в трохи менше ніж $16 млрд.
У березні 2023 року компанія звільнила директора Грега Томба без пояснень, він керував компанією з червня 2022 року.

### Питання безпеки
У листопаді 2018 року була виявлена уразливість безпеки (CVE-2018-15715), яка дозволила віддаленому неавторизованому зловмиснику підробити UDP повідомлення від учасника зборів або сервера Zoom, щоб задіяти функціональність цільового клієнта. Це дозволить зловмиснику видаляти відвідувачів із зібрань, підробляти повідомлення від користувачів або перехоплювати спільні екрани.
У липні 2019 року дослідник безпеки Джонатан Лейтшух (англ. Jonathan Leitschuh) розкрив уразливість нульового дня, яка дозволяє будь-якому вебсайту примусово приєднувати користувача macOS до виклика Zoom з активованою відеокамерою без дозволу користувача.
Після спроби видалення клієнта Zoom macOS програмне забезпечення буде автоматично перевстановлюватися у фоновому режимі, використовуючи прихований вебсервер, який був встановлений на комп'ютері під час першої установки і який залишається активним після спроби видалення клієнта. Zoom оперативно закрив цю вразливість.
У 2020 році медіа повідомляли про те, що хакери залишали образливі та расистські повідомлення під час онлайн-конференцій, а також одного разу змогли запустити ролик порнографічного змісту на одній з нарад в Zoom.
У квітні 2020 року: видання The Washington Post повідомило, що у відкритому доступі з'явились записи тисячі відеодзвінків, здійснених у додатку Zoom, виявлено вразливість у Windows — локальний запуск програм з віддаленого сервера.

## Продукт
Спочатку у Zoom була можливість проводити конференції за участю до 15 учасників. 25 січня 2013 року продукт був поліпшений, щоб у ньому могли брати участь до 25 учасників відео. Версія 2.5 програмного забезпечення ще більше розширила пропозицію, дозволяючи до 100 відео учасників в одній конференції. Відтоді компанія розширила свою пропозицію, включивши в нього зустрічі до 500 учасників. Zoom використовує клієнтське шифрування з використанням 256-бітного алгоритму Advanced Encryption Standard (AES 256) для представлення вмісту. В період з 2015 по середину 2016 року Zoom Video Communications оголосила про вбудовану підтримку Skype для бізнесу та інтеграції з Slack.

## Сприйняття
Спочатку ранні послідовники, були стурбовані тим, що якість Zoom може постраждати, коли до пулу приєдналося більше користувачів. У 2012 році у Zoom було «всього близько 1000 осіб, які користуються сервісом». За словами Моссберга, «можливо, що якщо його використовують мільйони, можуть постраждати швидкість і якість». У своєму огляді The Wall Street Journal він зазначив, що «Zoom — приваблива альтернатива» Skype або Google Hangouts.
3 жовтня 2013 року Geek Magazine опублікував збірку альтернатив FaceTime для Android, який був включений сервіс Zoom, заявивши, що «хоча Zoom був створений для професійного конференц-зв'язку, його дійсно легко використовувати для особистої діяльності». SheKnows, жіночий розважальний вебсайт, сказав, що «Zoom допомагає молодим підприємствам досягти рівня спілкування, зазвичай призначеного для великих, усталених компаній».